# رادیووی کوراچ
رادیووی کوراچ (سیریلیک صربی: Радивој Кораћ؛ ۵ نوامبر ۱۹۳۸ – ۲ ژوئن ۱۹۶۹) بازیکن بسکتبال صرب‌تبار اهل یوگسلاوی بود.
وی در مسابقات کشوری و بین‌المللی در مجموع برندهٔ ۵ مدال نقره، ۱ مدال برنز شده‌است.